# チャイロコツグミ
チャイロコツグミ（学名：Catharus guttatus）は、スズメ目ツグミ科に分類される鳥類の一種。